# Szilágygörcsön
Szilágygörcsön (románul: Gârceiu) falu Romániában, Szilágy megyében.

## Fekvése
Szilágy megyében, Zilahtól északra, Kisdoba és Haraklány között fekvő település.

## Története
Szilágygörcsön (Görcsön) nevét az oklevelek 1405-ben említették először Gercsen néven.
Gerchyn, 1464-ben Görtsen, 1543-ban Chhewrchen, 1555-ben Geörchen, 1797-ben Görtsön néven írták nevét. Görcsön az 1400-as évek elején Bélteki Drág vajda fiának Sandrinnak birtoka volt, aki 1409-ben idézi meg Kusalyi Jakcs fiait Györgyöt és Istvánt. 1413-ban Bélteki Drág fia Sandrin a Jakcsiaknak adta Görcsön birtokot, és még másik kettőt a váradi káptalan oklevele szerint, mert a Jakcsiak testvérét Imrét fölmentették a bírság megfizetése alól, melyet a Jakcsi György mester ellen elkövetett hatalmaskodása miatt kapott. 1462-ben  és 1494-ben a Jakcsiak visszaadták a birtokot  némi pénzösszeg, s Kusalyi Jakcs János teljes kielégítése után Bélteki Drágfi Miklósnak.
1556-ban Bélteki Drágfi György örökös nélküli halála után a birtokot Izabella királyné a „Görcsönben lévő nemesi telket” Báthory Györgynek és Somlyai Báthory Annának és örököseiknek adományozta, ez ellen a Kusalyi Jakcsok 1557-ben tiltakoztak. 1724 előtt Görcsön a Serédi család birtoka, majd báró Wesselényi Miklósé lett. 1750-ben 164 görögkatolikus lakosa volt. 1797-ben végzett összeíráskor a település birtokosa a gróf Andrási Károly volt. 1890-ben 936 lakosa volt, melyből 589 magyar, 6 német, 341 oláh, ebből 60 római katolikus, 342 görögkatolikus, 527 református, 7 izraelita volt. A házak száma ekkor 192.
A trianoni békeszerződés előtt Szilágy vármegye Zilahi járásához tartozott.

## Nevezetességek
- Római katolikus temploma 1773-1774-ben épült , melyet Szent Anna tiszteletére Csik-Szentkirályi Andrási Ferenc építtetett. Az előző templomot a templom falában levő kőbe vésett felirat szerint 1647-ben Nagyfalusi Serédi István, Kraszna vármegye főispánja és felesége Kamuthi Katalin építtette.

## Híres emberek
- Itt született 1886. január 5-én Suba Lajos költő.